# Sydlig gyllenspindling
Sydlig gyllenspindling (Cortinarius cedretorum) är en svampart som beskrevs av Maire 1914. Cortinarius cedretorum ingår i släktet Cortinarius och familjen spindlingar.  Artens status i Sverige är: Osäker förekomst. Inga underarter finns listade i Catalogue of Life.
I den svenska databasen Dyntaxa används istället namnet Cortinarius caesiolatens för samma taxon.  Arten är reproducerande i Sverige.